# Luis Ureta Sáenz Peña
Luis María Ureta y Sáenz Peña (n. 30 de mayo de 1944) es un empresario y diplomático argentino. Fue el embajador de Argentina en Francia entre 2007, y encabezó las operaciones de Peugeot-Citroën en Argentina.

## Biografía
Es bisnieto del presidente Luis Sáenz Peña y sobrino del presidente Roque Sáenz Peña, Ureta había concurrido al colegio secundario en Francia y posteriormente estudió ciencias políticas.
Fue designado director de Peugeot-Citroën en Argentina, y director de la Asociación de Fabricantes de Automóviles Argentina (ADEFA). Durante la crisis económica en Argentina en 2002, convenció a la empresa de invertir 50 millones de Euros en su planta en el El Palomar para fabricar el Peugeot 307.
Reemplazó a Eric Calcagno como embajador de Argentina en Francia en diciembre de 2007; Calcagno había regresado a Argentina para suceder a la electa presidenta Cristina Fernández de Kirchner en el Senado argentino. El gobernador Felipe Solá había rechazado el cargo antes de que se lo ofrecieran a Ureta Sáenz Peña. A Ureta se le había ofrecido el puesto de Secretario de Industria, pero lo rechazó. La decisión de nombrarlo fue confirmada en febrero de 2008.
Recibió los honores de Caballero y Oficial de la Légion d'honneur y Caballero de la Ordre national du Mérite. Renunció como Embajador en 2010, alegando motivos personales.